# Leon Ruff
Dartanyon Ruffin (Pensacola, 14 aprile 1996) è un wrestler statunitense.
Ruffin è noto maggiormente per i suoi trascorsi in WWE, dove ha detenuto una volta l'NXT North American Championship. Tra il 2017 e il 2019 ha militato anche nella Evolve.

## Carriera

### Evolve (2017–2019)
Il 15 marzo 2019 Ruff e AR Fox hanno sconfitto Eddie Kingston e Joe Gacy conquistando l'Evolve Tag Team Championship.

### WWE (2019–2021)

#### NXT(2019–2021)
Ruff firmò con la WWE nel 2019, venendo mandato al Performance Center. Debuttò nella puntata di NXT del 4 dicembre quando lui e Adrian Alanis vennero sconfitti dai Forgotten Sons.
Nella puntata di Raw del 23 marzo 2020 fece un'apparizione nello show rosso dove venne sconfitto in poco tempo da Aleister Black.
Nella puntata di NXT dell'11 novembre, selezionato per caso da Johnny Gargano, lo sconfisse inaspettatamente vincendo l'NXT North American Championship per la prima volta. Lo difese con successo il 18 novembre difese con successo il titolo contro Gargano per squalifica dopo che Damian Priest lo colpì volontariamente al volto, ma lo perse il 6 dicembre, a NXT TakeOver: WarGames, in favore di Johnny Gargano in un Triple Threat match che comprendeva anche Damian Priest dopo 25 giorni di regno. Provò a riprendersi la cintura il 30 dicembre aNXT,senza successo.
Nella puntata di NXT del 20 gennaio Ruff e Kushida sconfissero Austin Theory e Johnny Gargano negli ottavi di finale del Dusty Rhodes Tag Team Classic, ma ai quarti di finale, furono i Grizzled Young Veterans a spuntarla.
Il 6 agosto Ruff venne licenziato dalla WWE.

### Game Changer Wrestling (2021–presente)
Ruff apparve nella Game Changer Wrestling l'11 novembre 2021 vincendo un 5-Way Scramble match.

## Vita privata
Ruff ha una relazione con Aja Smith, arbitro della WWE. I due si sono fidanzati il 30 novembre 2020.

## Personaggio

### Mosse finali
- Frog splash

### Musiche d'ingresso
- Punch Drunk Honey di CFO$ (WWE; 2019–2021)

## Titoli e riconoscimenti
- Evolve
  - Evolve Tag Team Championship (1) – con AR Fox

- Pro Wrestling Illustrated
  - 165º tra i 500 migliori wrestler singoli nella PWI 500 (2021)

- WWE
  - NXT North American Championship (1)